# 1939 Loretta
1939 Loretta је астероид главног астероидног појаса са пречником од приближно 29,96 km.
Афел астероида је на удаљености од 3,521 астрономских јединица (АЈ) од Сунца, а перихел на 2,722 АЈ.
Ексцентрицитет орбите износи 0,127, инклинација (нагиб) орбите у односу на раван еклиптике 0,907 степени, а орбитални период износи 2014,871 дана (5,516 година).
Апсолутна магнитуда астероида је 10,80 а геометријски албедо 0,094.
Астероид је откривен 17. октобра 1974. године.